# Ганнон Великий III
Ганнон Великий III — карфагенский политик II века до н. э.

## Биография
Точно неизвестно, по какой причине Ганнон именовался в исторических источниках «Великим». Как отметил Циркин Ю. Б., некоторые прозвища карфагенян, вообще имевших довольно ограниченный набор имён, могли передаваться в рамках одного рода. Предком Ганнона Великого, жившего во II веке до н. э., мог быть его тёзка, командовавший в IV веке до н. э. армией пунийцев на Сицилии, а затем пытавшийся совершить вооружённый переворот в Карфагене. Тогда Ганнон Великий принадлежал к знатной семье Ганнонидов. По мнению некоторых исследователей, например, Шифмана И. Ш., Ганнон Великий идентичен сопернику Баркидов, будучи «тогда уже, очевидно, глубоким стариком». Однако Пикард именует его именно Ганноном III.
Между Второй и Третьей Пунической войнами к тревогам карфагенян, опасавшихся Рима, добавились обострившиеся разногласия в обществе. В это время в Карфагене между собой боролись три политические группировки: «демократы», руководимые Гамилькаром Самнитом и Карталоном, выделившиеся из рядов аристократии «выражающие симпатии Массиниссе», представителем которых был Ганнибал Скворец, а также сторонники мирного сосуществования с Римом, которых Пикар именует «ультраконсерваторами», возглавляемые Ганноном Великим. Согласно Аппиану, все названные вожаки были людьми, выдающимися по доблести и славе. Занятая Римом позиция в ходе карфагено-нумидийских конфликтов показала, что пунийцам необходимо срочно определиться с дальнейшим направлением развития. Именно этим, а не «длительным процветанием», по Аппиану, объясняется большая внутриполитическая напряжённость.
По замечанию Шифмана И. Ш., сложно точно определить, на что могли рассчитывать Ганнон Великий со своими приверженцами: ведь они не могли не осознавать необходимости полного подчинения Риму. Возможно, представители проримской партии во главе с Ганноном рассчитывали таким образом сохранить свои классовые привилегии, хоть уже и под непосредственной властью сената.